# Городянка (приток Большой Сукромки)
Городянка (Городнянка) — река в России, протекает по Тульской области. Левый приток реки Большая Сукромка.

## География
Река Городянка берёт начало у деревни Шипулино. Течёт на юго-восток. Устье реки находится у деревни Поваляевка в 14 км по левому берегу реки Большая Сукромка. Длина реки составляет 11 км, площадь водосборного бассейна — 47,1 км².

## Данные водного реестра
По данным государственного водного реестра России относится к Донскому бассейновому округу, водохозяйственный участок реки — Дон от истока до города Задонск, без рек Красивая Меча и Сосна, речной подбассейн реки — бассейны притоков Дона до впадения Хопра. Речной бассейн реки — Дон (российская часть бассейна).
Код объекта в государственном водном реестре — 05010100312107000000229.